# Хэй, Гилберт, 11-й граф Эррол
Гилберт Хэй, 11-й граф Эррол (англ. Gilbert Hay, 11th Earl of Erroll; 13 июня 1631 — октябрь 1674) — шотландский дворянин и лорд верховный констебль.

## Биография
Родился 13 июня 1631 года в Эрроле (Шотландия). Единственный сын Уильяма Хэя, 10-го графа Эррола (? — 1636), и его жены Энн Лайон (? — 1637), единственной дочери Патрика Лайона, 1-го графа Кингхорна (ок. 1575—1615).
Он унаследовал графство в возрасте 5 лет, после смерти своего отца 7 декабря 1636 года. Его дядя, Джон Лайон, 2-й граф Кингхорн, был его наставником.
1 января 1651 года граф Эррол принял участие в шотландской коронации короля Карла II Стюарта в качестве лорда-верховного констебля Шотландии. Карл II поехал в аббатство Скун с Уильямом Кейтом, 7-м графом Маришалем, слева от него и Эрролом справа.
За свое участие в коронации лорд Эррол был сильно оштрафован; правительство Оливера Кромвеля потребовало 2000 фунтов стерлингов в 1654 году в соответствии с Актом милосердия Кромвеля. Эррол подал прошение об этом решении, заявив, что он не участвовал ни в каких сражениях против Англии, и такой штраф обанкротил бы его. После реставрации он получил регрант своих титулов в 1666 году.
Граф Эррол был назначен членом Тайного совета Шотландии в 1661 году.
7 января 1658 года Гилберт Хэй женился на леди Кэтрин Карнеги (? — 1693), дочери Джеймса Карнеги, 2-го графа Саутеска (? — 1669), но у них не было детей. После его смерти графиня стала главной гувернанткой Джеймса Фрэнсиса, принца Уэльского, в Сен-Жермен-ан-Ле.
43-летний Гилберт Хэй скончался в родовом замке Слэйнс в октябре 1674 года, не оставив после себя потомства. Его титулы и владения унаследовал его дальний родственник, Джон Хэй из Келлура (? — 1704), правнук Эндрю Хэя, 8-го графа Эррола.